# Коламбус (Кентаки)
Коламбус (енгл. Columbus) град је у америчкој савезној држави Кентаки.

## Демографија
По попису из 2010. године број становника је 170, што је 59 (-25,8%) становника мање него 2000. године.
| Група             | 2000.       | 2010.       |
| Белци             | 172 (75,1%) | 127 (74,7%) |
| Афроамериканци    | 41 (17,9%)  | 26 (15,3%)  |
| Азијати           | 0 (0,0%)    | 0 (0,0%)    |
| Хиспаноамериканци | 11 (4,8%)   | 3 (1,8%)    |
| Укупно            | 229         | 170         |